# Cotylolabium
Cotylolabium là một chi thực vật có hoa trong họ, Orchidaceae.